# Saint Thomas, Barbados
Xã Saint Thomas ("St. Thomas") là đơn vị hành chính nằm ở trung tâm của Barbados. Đây là một trong hai xã không giáp biển duy nhất tại quốc đảo cùng với Saint George ở phía nam.

## Vị trí
- Saint Andrew - Đông bắc
- Saint George - Đông nam
- Saint James - Tây
- Saint Joseph - Đông
- Saint Michael - Tây nam